# Liste der Monuments historiques in Tagsdorf
Die Liste der Monuments historiques in Tagsdorf führt die Monuments historiques in der französischen Gemeinde Tagsdorf auf.

## Liste der Objekte
| Bezeichnung                | Beschreibung                                        | Standort                       | Kennzeichnung | Schutzstatus | Datum | Bild |
| -------------------------- | --------------------------------------------------- | ------------------------------ | ------------- | ------------ | ----- | ---- |
| Orgel                      | Haupteintrag für PM68000662                         | in der Kirche St-Blaise (Lage) | PM68000947    | Classé       | 1986  |      |
| Instrumentalteil der Orgel | 1866/67 von Valentin und Charles Rinckenbach gebaut | in der Kirche St-Blaise (Lage) | PM68000662    | Classé       | 1986  |      |